# Khadija Ismayilova
Khadija Rovshan qizi Ismayilova, também conhecida como Ismailova (em azeri:  Xədicə Rövşən qızı İsmayılova, pronunciado como /xædiːˈdʒæ ismɑˈjɯlovɑ/; nascida em 27 de maio de 1976) é uma jornalista investigativa e apresentadora de rádio do Azerbaijão, que trabalha atualmente para o serviço azerbaijano da Radio Free Europe/Radio Liberty, até recentemente como apresentadora do programa de debate diário İşdən Sonra. Ela é membro do Projeto de Denúncia de Crime Organizado e Corrupção.
Ismayilova foi alvo do regime autoritário de Ilham Aliyev, no Azerbaijão, por suas reportagens sobre corrupção financeira entre a elite governante do Azerbaijão. Em dezembro de 2014, Ismayilova foi presa sob a acusação de incitação ao suicídio, uma acusação amplamente criticada por organizações de direitos humanos como ridícula. Em 1º de setembro de 2015, Ismayilova foi condenada a sete anos e meio de prisão sob a acusação de peculato (desvio de dinheiro público) e sonegação fiscal (não-pagamento de impostos). Em 25 de maio de 2016, a suprema corte do Azerbaijão ordenou que Ismayilova fosse libertada em liberdade condicional. Em dezembro de 2017, Ismayilova recebeu o Right Livelihood Award, muitas vezes referido como "Prêmio Nobel Alternativo", "por sua coragem e tenacidade em expor a corrupção nos mais altos níveis do governo por meio de um excelente jornalismo investigativo em nome da transparência e responsabilidade". Ismayilova não foi autorizada a viajar do Azerbaijão para a Suécia para receber o prêmio.

## Infância e educação
Khadija Ismayilova nasceu na cidade de Baku, capital do Azerbaijão. Ela afirmou que teve uma infância feliz, aprendendo a nadar no Mar Cáspio. Ela cresceu durante a Guerra Fria e experimentou a libertação nacional durante a juventude, culminando na guerra. Ela frequentou a Baku School #135 e se formou em 1992, quando o Azerbaijão se tornou independente da União Soviética. Ela se formou em filologia pela Baku State University, em 1997.

## Carreira
De 1997 a 2007, ela trabalhou como jornalista para vários meios de comunicação locais e estrangeiros, incluindo o jornal Zerkalo, Caspian Business News e a edição azerbaijana da Voice of America. Ela afirmou que o assassinato de Elmar Huseynov, um engenheiro que se tornou jornalista e que "foi o primeiro a denunciar a corrupção do Estado" foi um ponto de virada em sua vida.

### Reportagem investigativa
De 2008 a 2010, Ismayilova foi chefe do serviço do Azerbaijão da Radio Free Europe/Radio Liberty, depois disso, ela continuou trabalhando lá como repórter regular. A partir de 2010, uma série de artigos dela tratando da corrupção em nível estadual no Azerbaijão causou grande controvérsia ao nomear explicitamente o presidente do Azerbaijão Ilham Aliyev, sua esposa Mehriban Aliyeva e seus filhos como envolvidos em corrupção. O governo nunca emitiu um comentário em relação a qualquer um desses relatórios. Dois desses artigos foram eleitos os melhores relatórios investigativos de 2010 e 2011 pela Radio Free Europe/Radio Liberty.
A mídia do Azerbaijão é estritamente controlada pelo governo. Portanto, esse tipo de reportagem investigativa é altamente incomum.
Após a publicação em março de 2010 de um artigo do Washington Post, que usou o trabalho de Ismayilova como informação de fundo, que o filho de onze anos do presidente do Azerbaijão, Ilham Aliyev, possuía imóveis nos Emirados Árabes Unidos no valor de 44 milhões de dólares, Ismayilova co - publicou um artigo baseado em sua investigaç,ão que esclareceu a atividade comercial de outros membros da família do presidente e do círculo íntimo de amigos da família. O artigo descrevia especificamente as atividades da filha mais nova de Ilham Aliyev, Arzu Aliyeva, já que ela era proprietária de um banco que nunca havia sido privatizado desde a sua criação. Arzu Aliyeva também era co-proprietária de uma participação que vinha ganhando licitações não anunciadas e assumiu o controle de todos os serviços lucrativos da Azerbaijan Airlines, como táxi do aeroporto, duty-free, serviço de bordo e suporte técnico de avião, sem qualquer relatórios financeiros transparentes.
Em junho de 2011, a próxima publicação controversa de Ismayilova revelou os nomes de empresas offshore que haviam sido registradas em nome das filhas de Aliyev. Este relatório também alegou que as filhas de Aliyev eram proprietárias de uma das operadoras de telefonia móvel e do monopolista 3G do Azerbaijão. Ele também alegou que a operadora móvel havia nomeado falsamente a Siemens como sua proprietária legal, a fim de poder participar de licitações estaduais para burlar a lei do Azerbaijão que não permitia que empresas recém-registradas o fizessem.
Em maio de 2012, um relatório investigativo de co-autoria de Ismayilova alegou que o consórcio AIMROC encarregado de extrair ouro e prata no valor de US$ 2,5 bilhões da mina de Chovdar era propriedade de três empresas panamenhas (diferentes das mencionadas no relatório anterior), com a esposa e filhas do presidente como seus gerentes seniores. O gabinete do presidente se recusou a comentar o assunto.
Em 12 de junho de 2012, a Assembleia Nacional do Azerbaijão adotou emendas a três leis, estipulando que, a partir de então, as informações sobre a propriedade de empresas, incluindo nomes e ações dos proprietários, só poderiam ser divulgadas por ordem judicial ou como parte de um investigação policial, por ordem de órgão fiscalizador financeiro, ou apenas mediante anuência do proprietário da empresa. De acordo com o Azerireport, esta foi a resposta do governo às investigações jornalísticas de Khadija Ismayilova, que chamaram a atenção do público para a corrupção do governo do Azerbaijão. O membro da oposição Ilgar Mammadov também vinculou a adoção das emendas ao escândalo de corrupção causado pelos relatórios e disse que transformaria o próprio Azerbaijão em uma zona offshore favorável à corrupção. É digno de nota que quase simultaneamente, em 13 de junho de 2012, a Assembleia Nacional aprovou uma lei que concede imunidade legal vitalícia a todos os ex-presidentes e ex-primeiras-damas.
Em outubro de 2012, Ismayilova e dois jornalistas tchecos escreveram outra reportagem investigativa, parte do Projeto de Reportagem sobre Crime Organizado e Corrupção, escrevendo que funcionários de alto escalão do Azerbaijão e seus familiares tinham empresas registradas em seus nomes na República Tcheca e, por meio dessas empresas, uma propriedade imobiliária de luxo em Karlovy Vary, na parte ocidental da República Checa. Arzu Aliyeva (que supostamente possui uma casa de um milhão de dólares), o sogro de Ilham Aliyev, Arif Pashayev, Sheikh ul-Islam do Cáucaso Allahshukur Pashazadeh, seu irmão, membro do Parlamento Javanshir Pashazadeh, membro do Parlamento Adil Aliyev e o irmão deste último, Allahverdi Aliyev, foram mencionados entre os proprietários de empresas do Azerbaijão na República Tcheca, que por sua vez possuíam propriedades lá. De acordo com um relatório da Freedom House, a lei do Azerbaijão proíbe funcionários do governo, incluindo o presidente, de possuir empresas, mas não há tais restrições aos membros da família. No relatório, Ismayilova citou Vasif Movsumov, diretor executivo da Fundação Anticorrupção com sede em Baku, dizendo que a propriedade das referidas empresas por membros do Parlamento é uma violação da lei.

### Opiniões e pontos de vista
Em uma entrevista de 2011 para a Gunaz TV, Khadija Ismayilova disse acreditar que os islâmicos afiliados à inteligência do Irã foram os responsáveis diretos pelo assassinato do publicitário Rafiq Tağı.
Ismayilova condenou o assassinato de Gurgen Margaryan pelo oficial azerbaijano Ramil Safarov, chamando-o de "ato terrível" e disse que, ao contrário de alguns, ela não o considerava um herói. Em agosto de 2012, ela mencionou em sua conta no Facebook que a recepção calorosa que Safarov recebeu no Azerbaijão após ser extraditado e perdoado decorreu do fato de que "o povo do Azerbaijão perdeu a guerra, perdeu o território para os ocupantes, tornou-se refugiado, perdeu seus irmãos incluindo civis e eles foram parados e proibidos de restaurar a justiça no campo de batalha". Ela também criticou o presidente Aliyev por não exercer seu direito de perdoar um criminoso condenado de maneira adequada, o que tornou o Azerbaijão um alvo fácil de críticas da comunidade internacional.
Em agosto de 2013, ao comentar a divulgação da lista de pessoas declaradas personae non gratae no Azerbaijão por visitar a região de Nagorno-Karabakh, Ismailyova observou que algumas das pessoas cujos nomes aparecem na lista, especialmente aquelas para as quais não há motivo para a proibição foi listada, são de fato jornalistas e ativistas de direitos humanos que aparentemente foram impedidos de entrar no Azerbaijão por criticar o governo do Azerbaijão em seus artigos, pois não é evidente se eles já visitaram Nagorno-Karabakh.
Ao falar sobre sua posição no conflito do Alto Carabaque, Ismayilova disse em uma entrevista de 2022 para a revista alemã zenith que, apesar de suas críticas ao governo de Ilham Aliyev e de coletar assinaturas para uma petição para resolver crimes cometidos pelo exército do Azerbaijão durante a Segunda Guerra de Karabakh, ela responsabilizou a Armênia por manter o território do Azerbaijão sob ocupação, violando o direito internacional. Ela enfatizou que o conflito começou "muito antes de Aliyev chegar ao poder" e que as vozes dos 600.000 azerbaijanos transformados em refugiados durante a Primeira Guerra de Karabakh também precisavam ser ouvidas. De acordo com Ismayilova, o conflito do Alto Carabaque não é sobre democracia ou corrupção, mas sobre a Rússia alimentando-o para que possa manter sua influência em sua periferia. Ela lamentou ter perdido o apoio de alguns de seus amigos no Ocidente por sua posição, mas afirmou que sua liberdade de expressão não deveria se limitar a suas críticas a Aliyev e seu governo.

### Fita de sexo de 2012 e chantagem
Em 7 de março de 2012, Ismayilova recebeu o que parecia ser uma filmagem de uma câmera escondida em seu quarto, capturando-a tendo relações sexuais com seu namorado. Em anexo estava uma carta contendo ameaças de "humilhação pública", caso Ismayilova não "se comportasse". Instantâneos semelhantes foram recebidos por seu namorado, alguns parentes e vários meios de comunicação da oposição.
Ismayilova recusou-se publicamente a ceder aos chantagistas. Em 14 de março, a filmagem original da cena do ato sexual foi postada em um site que se fazia passar pelo site do partido de oposição Musavat. Os dirigentes do partido afirmaram que o site não os representava e condenaram o ato. Ismayilova culpou o governo, principalmente a administração presidencial, por ordenar que ela fosse filmada por sexo e lançar uma campanha de difamação para retaliar por sua atividade investigativa. Ismayilova apresentou um relatório ao Ministério Público no dia seguinte ao recebimento das fotos, mas o escritório não iniciou uma investigação até que o vídeo fosse divulgado.
Numerosas organizações locais e internacionais mostraram seu apoio a Ismayilova e condenaram as tentativas de chantageá-la, entre elas o Institute for Media Rights (Azerbaijão), Institute for Reporters' Freedom and Safety (Azerbaijão), Amnistia Internacional, Committee to Protect Journalists, Associação de Mulheres Jornalistas (Azerbaijão), o Comitê local de Helsinque para os Direitos Humanos e outros. Em sua carta ao presidente Ilham Aliyev, a representante da OSCE para a liberdade de imprensa, Dunja Mijatović, insistiu que os responsáveis pela chantagem fossem identificados e processados.
Em abril de 2012, a cantora pop britânica Sandie Shaw se juntou a uma campanha da Anistia Internacional para acabar com os abusos dos direitos humanos no Azerbaijão. Shaw declarou em nome do caso de Ismayilova: "Que alguém se rebaixe tanto na tentativa de silenciar um jornalista independente é repugnante. As pessoas por trás dessa terrível campanha de chantagem e difamação devem ser levadas à justiça. E a perseguição de jornalistas independentes no Azerbaijão deve parar."
Em 26 de abril de 2012, a Procuradoria-Geral da República divulgou os nomes de todas as pessoas que moraram ou visitaram o apartamento onde ocorreu a gravação de sexo. Ismayilova criticou este ato, dizendo que em vez de fazer uma investigação, a Procuradoria-Geral da República está fazendo eco aos chantagistas ao intervir em sua vida pessoal com isso.
Enquanto isso, Ismayilova realizou sua própria investigação pessoal. Ela alegou que o carimbo mostrado na carta contendo as fotos e supostamente enviada de Moscou era falso. Além disso, segundo ela, um funcionário da manutenção do bairro disse que uma linha telefônica adicional foi instalada em seu apartamento em julho de 2011 por técnicos da central telefônica. A central telefônica, por sua vez, disse que os técnicos agiram por ordem do Ministério da Segurança Nacional, que possui um escritório ali que a central não tem controle. Ismayilova acrescentou que em julho de 2011 esteve no exterior e que, segundo o funcionário da manutenção, um homem não identificado o encontrou na porta afirmando ser o dono do apartamento.
Enquanto a investigação oficial está em andamento, imagens semelhantes de Ismayilova, gravadas em outro momento, foram publicadas em um site diferente em 26 de julho de 2013, acompanhadas de um comentário atribuído ao blogueiro Emin Milli no qual ele teria dito que "os vídeos apresentando Khadija Ismayilova causaram sérios danos ao movimento democrático geral". Emin Milli negou ter feito essa declaração e se referiu a ela como "provocação flagrante". Em 2 de agosto de 2013, um grupo de jornalistas iniciou um protesto silencioso em apoio a Ismayilova. Trinta deles foram detidos e posteriormente liberados.
Várias organizações internacionais de direitos humanos assinaram uma carta coletiva endereçada ao presidente Ilham Aliyev e ao procurador-geral Zakir Garalov, pedindo-lhes que garantam uma investigação adequada para pôr fim à campanha de difamação em andamento contra Khadija Ismayilova e punir seus perpetradores. A carta foi assinada por ARTIGO 19, Defensores dos Direitos Civis, Human Rights House Foundation, Human Rights Watch, International Media Support, Media Diversity Institute, Norwegian Helsinki Committee, Open Society Foundations, PEN International, People in Need Organization, Reporters Without Borders.

### Prisão e serviço comunitário em 2013
Em 26 de janeiro de 2013, Khadija Ismayilova estava entre dezenas de manifestantes pacíficos que foram detidos por participar de uma ação de protesto não sancionada em Baku em apoio aos manifestantes de Ismayilli. Ela se recusou a pagar a multa de 500 AZN, alegando que não havia violado a lei. Em vez disso, em junho de 2013, o Tribunal Distrital de Binagadi a condenou a 220 horas de serviço comunitário varrendo as ruas. Ismayilova disse que ficou satisfeita com o veredicto, já que "limpar este país do lixo" é algo a que ela está acostumada. No entanto, logo depois, muitos dos apoiadores de Ismayilova expressaram seu desejo de se juntar a ela para varrer as ruas. Imediatamente, o poder executivo do distrito cessou o serviço, dizendo que substituiria a opção de varrição pelo serviço interno. Em 15 de agosto de 2013, o Tribunal de Apelação de Binagadi manteve a decisão anterior, após a qual Ismayilova afirmou que só prestaria serviço comunitário em público, por temer por sua segurança.

### Assédio de 2014
Um artigo publicado em 13 de fevereiro de 2014 em um site pró-governo acusou Ismayilova de repassar informações desacreditando membros da oposição política do Azerbaijão a dois funcionários do Congresso dos EUA que estavam em Baku, supostamente para coletar informações.
Em 14 de fevereiro de 2014, Ismayilova postou uma varredura em sua página do Facebook que parece ser um contrato usado pelo Ministério da Segurança Nacional para contratar um informante. Estipulando termos e ameaçando com chantagem, o documento sugere indícios de esforços do governo para se infiltrar na oposição política. Em 18 de fevereiro e 19 de fevereiro e 20 de fevereiro de 2014, o Ministério Público a chamou por divulgar documentos secretos.
Em setembro de 2014, uma campanha começou alegando que Ismayilova trabalhou com os armênios para organizar um protesto na Cúpula da OSCE, em Varsóvia, capital da Polônia. Ismayilova foi notificada de que as autoridades estariam esperando que ela voltasse a Baku em 3 de outubro, e enquanto ela estava detida por cinco horas, com foco em um cartão SD de câmera possivelmente contendo documentos contra o estado, posteriormente encontrados vazios, ela não foi presa Logo depois, uma ação foi movida contra Ismayilova, acusando-a de difamação e insulto, com base no documento de 14 de fevereiro mencionado acima.

### Prisão e julgamento de 2014
Em fevereiro de 2014, Ismayilova postou uma lista de pedidos a seus apoiadores em caso de prisão, e fez um vídeo em outubro de 2014 discutindo por que ela acreditava que seria presa.
Em 5 de dezembro de 2014, Ismayilova foi presa. Ela foi intimada a comparecer no tribunal do distrito de Sabayil, em Baku, em 5 de dezembro, acusada de provocar uma tentativa de suicídio de um homem. Ela foi condenada a dois meses de prisão preventiva sob a acusação do Artigo 125 do Código Penal, acusada de incitar seu ex-colega Tural Mustafayev ao suicídio, podendo ser condenada a uma pena de prisão de três a sete anos. Alguns observam que sua prisão ocorreu um dia depois que o chefe da Administração Presidencial da República do Azerbaijão, Ramiz Mehdiyev, publicou um manifesto no qual Ismayilova foi nomeada "o melhor exemplo" de jornalistas trabalhando contra o governo. "Ela faz shows anti-azerbaijanos, faz declarações absurdas, demonstra abertamente uma atitude destrutiva para com membros conhecidos da comunidade do Azerbaijão e espalha mentiras insultuosas" e acusou Ismayilova de traição.
Em fevereiro de 2015, Ismayilova também foi acusada de evasão fiscal e abuso de poder. De acordo com Repórteres Sem Fronteiras, o advogado de Ismayilova, Fariz Namazly, disse que as autoridades estavam tentando compensar a fragilidade das acusações iniciais feitas contra ela. As novas acusações são padronizadas por natureza, na medida em que defensores dos direitos humanos como Intigam Aliyev, Rasul Jafarov e Anar Mammadli estão detidos por acusações semelhantes.
Em abril de 2015, Tural Mustafayev, que teria sido incitado ao suicídio por Ismayilova, revelou em uma entrevista que não desejava mais prosseguir com o processo contra Ismayilova. Afirmou que, a partir de dezembro de 2014, entrou em contato com a Procuradoria-Geral da República solicitando a retirada da denúncia original que havia apresentado enquanto "passava por momentos psicologicamente difíceis". Ele negou ter sido pressionado por terceiros a arquivá-la, mas mencionou brevemente que foi "detido" em dezembro, logo após deixar uma mensagem em sua página no Facebook na qual expressava sua intenção de retirar a queixa. O pedido de Mustafayev foi ignorado e ele se recusou a comentar os motivos de sua recusa.
Em setembro de 2015, Khadija Ismayilova foi considerada culpada das acusações de evasão fiscal e abuso de poder, mas absolvida da acusação de incitação ao suicídio. Ela foi condenada a 7,5 anos de prisão. Ela já havia entrado com um processo no Tribunal Europeu de Direitos Humanos afirmando que havia sido mantida na prisão além da prisão preventiva de dois meses após sua prisão em dezembro de 2014. Em janeiro de 2016, Amal Clooney anunciou que gostaria de representar Ismayilova na Corte Europeia de Direitos Humanos. Ismayilova aceitou a proposta.
A prisão de Ismayilova foi condenada pela Representante da OSCE para a Liberdade de Mídia Dunja Mijatović, Repórteres Sem Fronteiras, Assembleia Parlamentar da Presidente do Conselho da Europa Anne Brasseur, Conselho de Governadores de Radiodifusão, o Departamento de Estado dos EUA, Anistia Internaciona, o Projeto de Relatórios sobre Crime Organizado e Corrupçã, Human Rights Watch, Freedom House, a Human Rights House Foundation, Índice sobre Censura, Comitê para a Proteção dos Jornalistas, Defensores dos Direitos Civis, Fundação Internacional de Mídia Feminina, Plataforma de Solidariedade Cívica, Instituto Internacional de Imprensa, União Europeia, a Rede Global de Jornalismo Investigativo, e o Comissário do Conselho da Europa para os Direitos Humanos. .

### Sentença de 2015 e proibição de viajar
Em dezembro de 2014, Ismayilova foi detida e em setembro de 2015 ela foi condenada a sete anos e meio de prisão por acusações forjadas. Ela foi libertada condicionalmente em maio de 2016, mas em janeiro de 2020 ela permaneceu sujeita a uma proibição de viagem, incapaz de deixar o país, apesar dos inúmeros pedidos para fazê-lo. Os advogados pediram permissão para que ela viajasse ao Reino Unido para depor no julgamento de Paul Radu, jornalista romeno, co-fundador e diretor executivo do grupo de reportagem investigativa Projeto de Reportagem sobre Crime Organizado e Corrupção (OCCRP). Radu foi processado por difamação em Londres pelo MP do Azerbaijão, Javanshir Feyziyev, por causa de dois artigos na premiada série Azerbaijan Laundromat do OCCRP sobre lavagem de dinheiro no Azerbaijão. Ismayilova, principal repórter do OCCRP no Azerbaijão, é uma testemunha chave no caso.

## Guerra de Nagorno-Karabakh de 2020
De acordo com a revista Caucasus Survey, revisada por pares, devido à Guerra de Nagorno-Karabakh em 2020, a liderança autoritária do Azerbaijão conquistou altos graus de solidariedade social pela primeira vez desde a dissolução da União Soviética em 1991 - incluindo de sua "mais cruel críticos". Ismayilova, neste contexto, apelou aos atores da sociedade civil do Azerbaijão através de sua página pessoal no Facebook e escreveu: “Qualquer tentativa de sancionar o governo do Azerbaijão ou a Turquia em relação à guerra em Karabakh deve ser fortemente condenada pela sociedade civil do Azerbaijão”.

## Vida pessoal
Ismayilova é uma ateia declarada.
Sua mãe adoeceu com câncer, foi a Ancara, capital da Turquia, para tratamento e lá morreu; Ismayilova não pôde visitar devido à proibição de viagens.

## Prêmios
- 2012 (24 de maio) - Prêmio Gerd Bucerius Free Press of Eastern Europe pelo Zeit-Stiftung em Hamburgo, Alemanha. Por sua dedicação à mídia independente e à liberdade de expressão.[88]
- 2012 (24 de outubro) - Prêmio Coragem no Jornalismo pela International Women's Media Foundation, com sede em Washington.[1] Apresentado em Nova York e em Los Angeles.[89]
- 2013 (14 de outubro) - Prêmio Global Shining Light, Rio de Janeiro, Brasil para Khadija e seus colegas do Azerbaijão e Tchecos pelo relatório,[90] expondo "negócios questionáveis" envolvendo a família do presidente do Azerbaijão, Ilham Aliyev.[91]
- 2015 (maio) - Prêmio PEN/Barbara Goldsmith Freedom to Write, Nova York. Concedido enquanto Khadija estava na prisão.[92]
- 2015 - Prêmio Anna Politkovskaya . Por suas reportagens sobre corrupção.[93]
- 2015 (agosto) - Prêmio Alison Des Forges de Ativismo Extraordinário da Human Rights Watch.[94]
- 2016 (abril) - Prêmio Mundial de Liberdade de Imprensa UNESCO/Guillermo Cano .[95]
- 2016 (novembro) - BBC's 100 Women.[96]
- 2017 (26 de setembro) - Right Livelihood Award, muitas vezes referido como "Prêmio Nobel Alternativo", Estocolmo, Suécia.[7] Khadija não foi autorizada a viajar do Azerbaijão para a Suécia para receber o prêmio em 23 de novembro de 2017.[97]
- 2017 (28 de setembro) - Prêmio Allard de Integridade Internacional, Escola de Direito Peter A. Allard da University of British Columbia, Canadá. Palestrante principal na Cerimônia de Premiação: Glenn Greenwald.[98]